# Sant Romà d'Abella
|  | Aquest article és sobre el poble d'aquest nom. Per a l'antic municipi, vegeu Sant Romà d'Abella (antic municipi). |

Sant Romà d'Abella és un poble al Pallars Jussà. Forma part del municipi d'Isona i Conca Dellà. En el passat tingué municipi propi fins al 1970, any en què s'integrà a Isona i Conca Dellà, juntament amb cinc antics municipis més: Benavent de Tremp, Conques, Figuerola d'Orcau, Isona i Orcau. És situat 4 km al nord-oest del cap del municipi, a la vall del Riu d'Abella, que s'aboca en el riu de Conques en terme de Gavet de la Conca, prop del poble de Gavet.
El terme municipal de Sant Romà d'Abella limitava al nord i llevant amb el d'Abella de la Conca; al sud-est, amb el d'Isona, al sud-oest amb el de Conques i a ponent amb el d'Orcau. Llevat del d'Abella de la Conca, la resta estan a hores d'ara també integrats en el terme d'Isona i Conca Dellà.
És l'únic dels termes integrats en el d'Isona i Conca Dellà que pertanyia històricament a la baronia d'Abella; la resta de l'antiga baronia és dins del terme d'Abella de la Conca.

## Etimologia
El nom del poble es deu al patró de la parròquia, Sant Romà, i al fet de pertànyer, en un origen, a la baronia d'Abella. Es tracta, doncs, d'un topònim romànic descriptiu.

## Geografia

### Descripció geogràfica
L'antic terme de Sant Romà d'Abella era el més petit en extensió dels que s'integraren el 1970 en el nou municipi d'Isona i Conca Dellà. Representà 7,59 km² dels 135,27 del nou terme sencer.

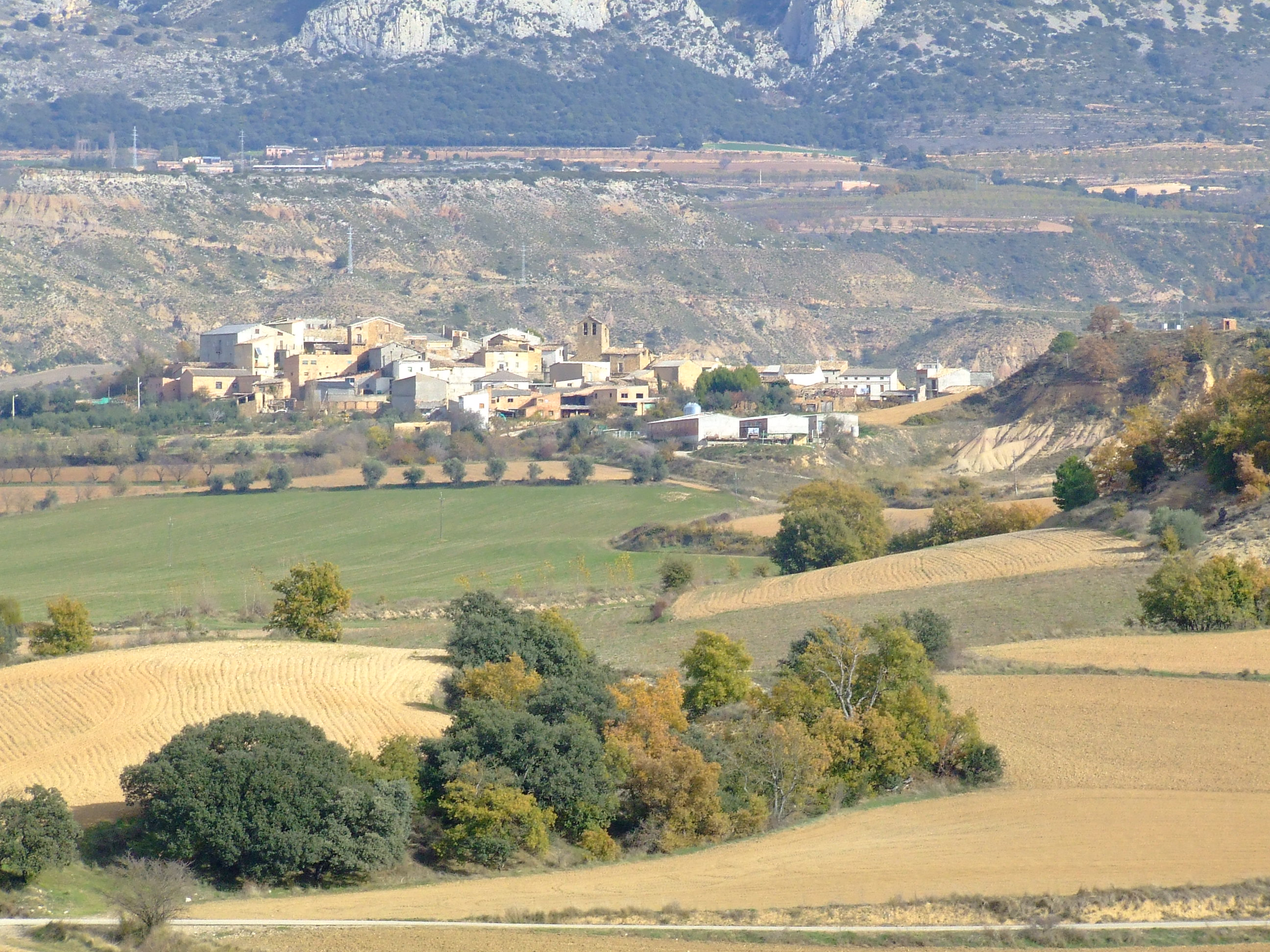
El poble des del Mont de Conques, al sud

Comprèn bàsicament el sector mitjà de la vall del riu d'Abella, entre Abella de la Conca i Figuerola d'Orcau, però només en una amplada de dos quilòmetres. L'antic terme a penes estava marcat per accidents orogràfics, de manera que eren quasi del tot arbitraris, obeint les antigues jurisdiccions senyorials i parroquials, traçades a partir de la propietat de la terra.
La punta sud del terme era en una carena poc marcada a prop i al nord-oest de la vila d'Isona, al lloc conegut com a Pla d'Avall (o Pla de la Vall, segons uns o altres autors), a 660 m. alt. D'aquí marxava cap al nord-oest gairebé del tot en línia recta, fins a arribar als Prats de Basturs, al nord del santuari de la Mare de Déu de les Esplugues, deixant el Tossal de la Collada, de 671 m. alt., dins del terme de Sant Romà. Un cop als Prats de Basturs, el termenal inflexionava cap al nord, lleugerament decantat cap a llevant, per travessar el riu d'Abella i anar a buscar una careneta de 689 m. alt., al lloc anomenat Salaric, i continuava pujant fins als 741 m., a ponent del lloc anomenat la Viella. En aquest lloc s'assolia l'extrem nord de l'antic terme. Es tracta de les darreres carenes que fan de contraforts de la Serra de Carreu.
D'aquí, el termenal -que és encara actualment termenal amb Abella de la Conca- pren la direcció de llevant, lleugerament decantant-se cap al sud, per la Llau Fonda, fins a arribar al Tossal de la Doba, de 823 m. alt., pel vessant nord del qual discorria. En aquest punt, va torçant en arc cap al sud, seguint encara carenes fins a trobar el riu d'Abella. D'aquest lloc cap a migdia, el termenal discorre de forma arbitrària per mitjà de camps de conreu, cap al Pla de Sant Romà. Travessa el barranc del Mas de Mitjà, i ateny els Plans, on es troba amb el que fou termenal amb Isona, que seguia, en direcció sud-oest, per pujar a la careneta del Pla d'Avall.
Com ja hem dit, el riu d'Abella defineix la vall on s'assenta aquest antic terme municipal. Al nord, es troben uns quants torrents afluents d'aquest riu, anomenats genèricament los Torrents, entre els quals destaquen el de més a llevant, el barranc de la Topera, i el de més a ponent, el barranc de la Viella. Pel costat sud, pla, no hi aflueix cap curs d'aigua. A l'extrem sud del terme es troben tres barrancs que van a buscar el riu de Conques, prenent la direcció sud-oest. Els dos primers formen el barranc de la Boïga ja dins de l'antic terme de Conques. El tercer, paral·lel als anteriors i més proper a Isona, és el barranc del Mas de Mitjà, ja esmentat.
A part de les elevacions ja esmentades, no n'hi ha cap més que destaqui de la plana on es troben les tres agrupacions de població que formen Sant Romà d'Abella.
Com que havia format part de la baronia d'Abella, els seus vincles antics eren amb aquella vila. Ara bé, el pas del temps, les vies de comunicació i la mateixa constitució orogràfica del terme de Sant Romà d'Abella han fet que s'anés atansant a Isona, des de tots els punts de vista, fins a integrar-s'hi del tot el 1970.

### Entitats de població

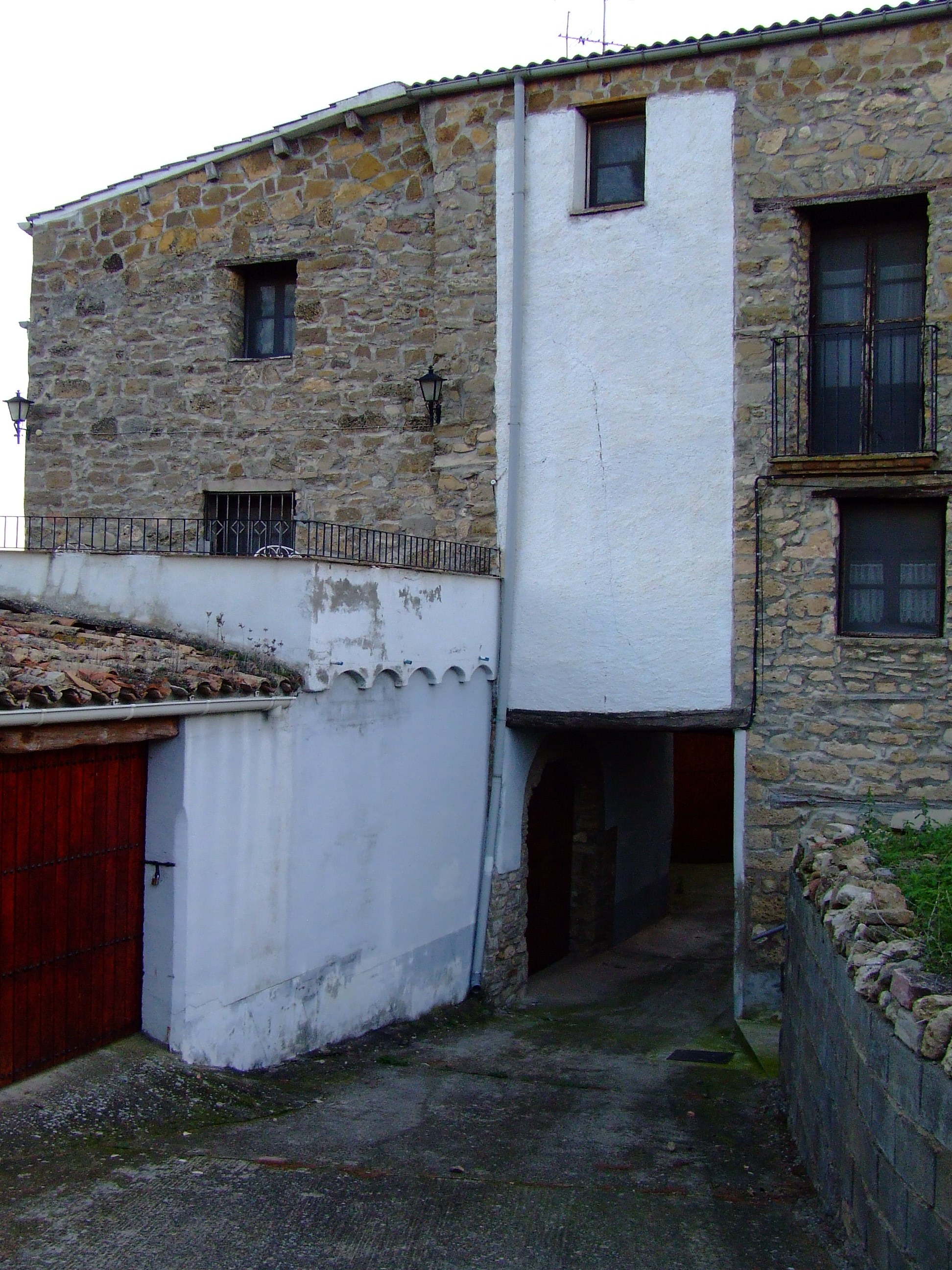
Una antiga porta del recinte murat, gairebé del tot desaparegut

Tot i que el poblament dispers és la base d'aquest antic municipi, s'hi han format tres nuclis de cases. D'una banda, el poble pròpiament dit de Sant Romà d'Abella, al voltant de l'església parroquial de Sant Romà i als peus del turó on hi hagué el castell de Sant Romà d'Abella. Incloïa la Fassina del Març i la Teuleria del Tossal.
Tres-cents metres al nord-oest seu hi ha el veïnat de les Masies de Sant Romà. També tres-cents metres a llevant, el veïnat de les Cases de Sant Pere, entorn de l'església romànica de Sant Pere Màrtir. Tots tres nuclis estan a una altitud semblant: el que fa de centre, on hi ha l'església parroquial de Sant Romà, és a 681 metres d'altitud.
Sant Romà d'Abella conserva vestigis de l'antiga vila murada, que devia formar una unitat defensiva amb el castell que la coronava.
Com a poblament dispers, tot i que són molt properes a aquests tres nuclis de població, cal esmentar les construccions rurals de Cal Macià, Casa Bernadí, el Molí del Baró, la Torre de Baró i la Cabana del Cilió.
A prop de l'extrem nord del terme hi ha les restes de la capella de la Mare de Déu de Vilaformosa, coneguda popularment amb el nom de Vilahermosa. Només en queden vestigis (42° 9′ 24″ N, 1° 2′ 49″ E / 42.15667°N,1.04694°E).
| Els tres barris de Sant Romà d'Abella | Els tres barris de Sant Romà d'Abella | Els tres barris de Sant Romà d'Abella | Els tres barris de Sant Romà d'Abella |
| ------------------------------------- | ------------------------------------- | ------------------------------------- | ------------------------------------- |
| Veïnat de les Masies de Sant Romà     | Nucli principal de Sant Romà d'Abella | Veïnat de les Cases de Sant Pere      |                                       |
| Veïnat de les Masies de Sant Romà     | Nucli principal de Sant Romà d'Abella | Veïnat de les Cases de Sant Pere      |                                       |

## Història
L'aparició d'aquest poble cal cercar-la en la creació d'una parròquia forana d'Abella de la Conca, que devia agrupar els masos dispersos de la plana del sud de la vila d'Abella, entorn del castell, documentat des del segle xi. Romangué dins de la baronia d'Abella fins al, aproximadament, i després s'inicià un procés d'independització que l'anà allunyant de la vila matriu.
El castell fou conquerit per Arnau Mir de Tost, en temps de Ramon V de Pallars Jussà. Després passà a mans de Guillem Guitard de Caboet, qui el llegà en testament al seu fill Bernat el 1100. El 1381 ja consta com a integrat a la baronia d'Abella.
Dins d'aquest procés es troba la formació d'ajuntament propi que, en la modalitat de l'època, ja es produí al segle xvii. D'aleshores ençà ha sigut un ens municipal independent, fins a la integració dins d'Isona i Conca Dellà, el 1970.
La parròquia ha tingut una evolució semblant, però no paral·lela. Nasqué com a dependència de Sant Esteve d'Abella de la Conca, per passar més tard a dependre d'Isona. No ha tingut mai rang de parròquia independent. En l'actualitat, com totes les parròquies dels termes d'Abella de la Conca i d'Isona i Conca Dellà, depèn del rector d'Isona, dins de l'arxiprestat de Tremp del bisbat d'Urgell.
La història medieval de Sant Romà d'Abella està totalment lligada a l'evolució de la baronia d'Abella i paral·lela a la d'Abella de la Conca.
En el cens de 1359, Sant Romà d'Abella consta, a la Vegueria de Pallars, amb 12 focs (uns 60 habitants), dins del senyoriu de Berenguer d'Abella. El 1553 hi consten 20 focs, i el 1718, 90 habitants. A partir d'aquest moment, el creixement fou gradual, però constant: 188 el 1787, 320 el 1842, 554 el 1860, moment en què s'assolí el moment àlgid. A partir d'aquell any comença el descens de població: 442 el 1887, 314 el 1920, 251 el 1930, 232 el 1950, 219 el 1960, 183 el 1970, 138 el 1981…
A mitjan segle xix, Pascual Madoz, en la seva obra Diccionari geográfico..., aparegut el 1845, descriu Sant Romà d'Abella en els termes segÑuents: situat en un pla lleugerament inclinat cap al sud, té al nord el turó on es dreça la casa del Baró; el clima és ventilat i sa. El poble té 62 cases, entre el poble i un petit raval situat al sud-oest. Només tenia una masia separada del poble, anomenada igual que el poble: Sant Romà. Tenia 45 veïns (caps de família) i 370 ànimes (habitants).

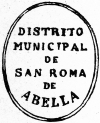
Segell municipal de vers el 1900

A la Geografia general de Catalunya, dirigida per Francesc Carreras i Candi, es diu que Sant Romà d'Abella té en aquell moment (primers anys del segle xx) 115 edificis i 328 habitants. A més hi ha 28 edificis i 44 persones a les Masies de Sant Romà i 26 cases o masies més dispersos. Tot plegat, dona encara 389 habitants.
Després del 1715 formà part del Corregiment de Talarn, institució borbònica que vingué a substituir les antigues vegueries. El senyoriu pertanyia a N. Subirà a la segona meitat del segle xix.
Des de fa bastants anys Sant Romà d'Abella no disposa d'escola pròpia. Els nois i noies menors de 16 anys van a l'escola d'Isona si fan primària o a l'institut de Tremp, si estan cursant secundària. Els que vulguin fer batxillerat o cicles de formació professional han d'anar també a l'institut de Tremp o, segons l'especialitat, buscar instituts de fora de la comarca.

## Llocs d'interès
Com a resum, heus ací un llistat dels llocs d'interès de l'antic terme de Sant Romà d'Abella:

### Històric
- Poble de Sant Romà d'Abella, amb els seus tres nuclis (Sant Romà, els Masos de Sant Romà i les Cases de Sant Pere)
- Castell de Sant Romà d'Abella
- Sant Pere Màrtir de Sant Romà d'Abella

### Paisatgístic
- Vistes sobre les muntanyes dels termes d'Abella de la Conca i d'Isona i Conca Dellà, al sector d'Orcau
- Estanys de Basturs (pertanyien a Basturs, d'Orcau, però són a prop de Sant Romà d'Abella

## Activitat econòmica
Tradicionalment, l'economia de Sant Romà d'Abella es basava en els mateixos productes que la resta de la Conca Dellà: blat, sègol, ordi, civada, vi, oli, fruites, llegums i pastures, amb les quals es produïa llana. També hi havia una petita producció de seda. La cacera també tenia una certa importància, sobretot de perdius, llebres i conills. El mont públic, que assolia 453 hectàrees en aquest antic municipi, anomenat Bosc del Baró, era també molt important.
Els mercats més habituals per als de Sant Romà d'Abella eren, sobretot, Isona i Tremp.
Al segle xix hi havia a Sant Romà d'Abella un molí fariner (el Molí de la Bastida), un trull (el Molí d'Antoni), una fàbrica d'aiguardent (la Fassina del Març) i una teuleria (la Teuleria del Tossal). Més tard, hi va arribar a haver set telers de contó, on es feien cintes i peces de roba.
En l'actualitat, tota l'activitat econòmica gira entorn de l'agricultura i de la ramaderia, sobretot porcina.

## Festes i tradicions
La Festa patronal de Sant Romà és el 18 de novembre. Se celebra amb la màxima pompa religiosa: missa cantada i ball popular, conduït per músics procedents de Salàs de Pallars o d'Organyà, segons els anys. Ara bé, més modernament la ballaruca es traslladà a la Festa Major del poble, que és el darrer diumenge de juliol. Era tan animada, la Festa Major, que hi acudia gent de tota la comarca, i les partides de monte (variant local d'un joc de cartes) eren tan concorregudes, que la Guàrdia Civil havia de vigilar-les, atès que s'hi aplegaven nombrosos jugadors professionals.
El 29 d'abril tota la parròquia vivia la processó a Sant Pere Màrtir, que incloïa la benedicció del terme i d'uns rams d'olivera que després es dipositaven en els camps per tal que els preservés de les pedregades i així poder salvar la collita:
La festa del Corpus Christi i la seva vuitada també eren festes de molt renom, a Sant Romà d'Abella. La llegenda ens porta el record d'una pesta molt mortífera que assetjà el poble i l'obligà a fer un vot de poble, a partir del qual es van veure obligats a fer festa vuit dies després del Corpus, per haver-se deslliurat de la malaltia.
També se celebraven diferents festes de molta arrel a tot Catalunya: la Candelera (benedicció d'una candela per apel·lar el bon temps), sant Blai (per tal de deslliurar-se del mal de coll), la Mare de Déu de Març, amb la benedicció de les pomes, i, finalment, Setmana Santa, amb processons i el tradicional canvi de l'aigua de les olives el Dijous Sant.
| « | Gloriós sant Pere Màrtir, guardeu-nos de pedregada per tota aquesta anyada. | » |

En la història de la música popular catalana, Sant Romà d'Abella ocupa un destacat paper, atès el nivell i la fama dels seus músics, sobretot acordionistes. Així, podem parlar Josep Miquel Elies, el Mestret, nascut el 1921 i mort el 2006, que fins als darrers anys de la seva vida s'aplegà a la trobada d'acordionistes d'Arsèguel, malgrat haver deixat durant 25 anys l'acordió en un armari; de Josep Parramon, el Patxet, que fou molt conegut els anys anteriors i immediatament posteriors a la Guerra civil; els Fabricants de Sant Romà, Josep Sansalvadó i Farré i Josep Sansalvadó i Coll, pare i fill, molt coneguts a mitjan segle xx; els Espardenyers de Sant Romà, també pare i fill, tots dos de nom Josep Sullà; i, finalment, els Fontanets de Sant Romà, de casa Agustí, molt coneguts arreu de la comarca. Aquests darrers foren, a més d'Agustí i el seu germà Josep, arribaren a actuar acompanyats d'un dels seus fills.

## Serveis turístics
Actualment Sant Romà d'Abella no disposa de cap mena de servei turístic. La proximitat de la vila d'Isona no els necessaris, per a la poca població i les activitats d'aquest poble.

## Comunicacions
Arriba al poble la carretera L-512 (C-1412, bz, a Isona i Conca Dellà – Sant Romà d'Abella), que en poc més de dos quilòmetres mena a Sant Romà d'Abella.
Un camí rural en bon estat relliga el poble amb la carretera local asfaltada que mena a Basturs i Isona, a més d'altres camins ben transitables que van cap a Abella de la Conca i la plana que s'estén entre aquests dos pobles i Isona.
Els habitants d'aquest poble tampoc no disposen de cap mena de transport públic, llevat dels autobusos escolars facilitats pel Consell comarcal, que s'enduen els nois cap a l'escola d'Isona o l'institut de Tremp.